# Manduca extrema
Manduca extrema, là một loài bướm đêm thuộc họ Sphingidae. M. extrema, gặp ở Bolivia.